# Prophasiane
Prophasiane is een geslacht van vlinders van de familie spanners (Geometridae), uit de onderfamilie Ennominae.

## Soorten
- P. flumenata Pearsall, 1906
- P. mendicata Hulst, 1887
- P. octolineata Hulst, 1887
- P. tenebrosata Hulst, 1887